# EPrix Berlína 2015
ePrix Berlína 2015 (formálně nazývána 2015 DHL Berlin ePrix) se konala dne 23. května 2015 a byla osmým závodem sezóny 2014/15 šampionátu Formule E. Zároveň byla tato ePrix první ePrix Berlína v historii. Závody se jely na okruhu Tempelhof Airport Street Circuit na letišti Tempelhof v Berlíně, hlavním městě Německa.
Závod na 33 kol vyhrál Jérôme d'Ambrosio z týmu Dragon Racing. Na druhém místě dojel Sébastien Buemi z týmu e.dams-Renault a na třetím opět jezdec týmu Dragon Racing Loïc Duval. Jarno Trulli, startující z pole position, do cíle nedojel. Nejrychlejší kolo závodu zaznamenal v cíli čtvrtý Nelson Piquet Jr. z týmu NEXTEV TCR.

## Pořadí po závodě
Zdroj: 

### Pořadí jezdců
| +/– | Poř | Jezdec             | Body |
| --- | --- | ------------------ | ---- |
| 1   | 1   | Nelson Piquet, Jr. | 103  |
| 1   | 2   | Sébastien Buemi    | 101  |
| 2   | 3   | Lucas di Grassi    | 93   |
|     | 4   | Nicolas Prost      | 78   |
| 1   | 5   | Jérôme d'Ambrosio  | 77   |

### Pořadí týmů
| +/– | Poř | Tým            | Body |
| --- | --- | -------------- | ---- |
|     | 1   | e.dams-Renault | 179  |
| 4   | 2   | Dragon Racing  | 116  |
| 1   | 3   | Audi Sport ABT | 115  |
|     | 4   | NEXTEV TCR     | 107  |
| 2   | 5   | Virgin Racing  | 98   |